# Збиття A300 над Перською затокою
Іранський авіарейс 655 (IR655) — комерційний пасажирський рейс Iran Air, за маршрутом Тегеран — Бендер-Аббас — Дубай. 3 липня 1988 року літак Airbus A300B2-203 рейсу IR655 був збитий над Перською затокою ракетою, випущеною з ракетного крейсера «Вінсеннес» ВМС США. Загинуло 290 осіб, включаючи 15 членів екіпажу, серед пасажирів було 66 дітей. Під час пуску ракети крейсер «Vincennes» перебував у територіальних водах Ірану.
Американський уряд заявив, що іранський літак помилково був ідентифікований як винищувач F-14 ВПС Ірану. Іранський уряд, однак, стверджує, що «Vincennes» свідомо атакував цивільний літак.

## Розвиток подій

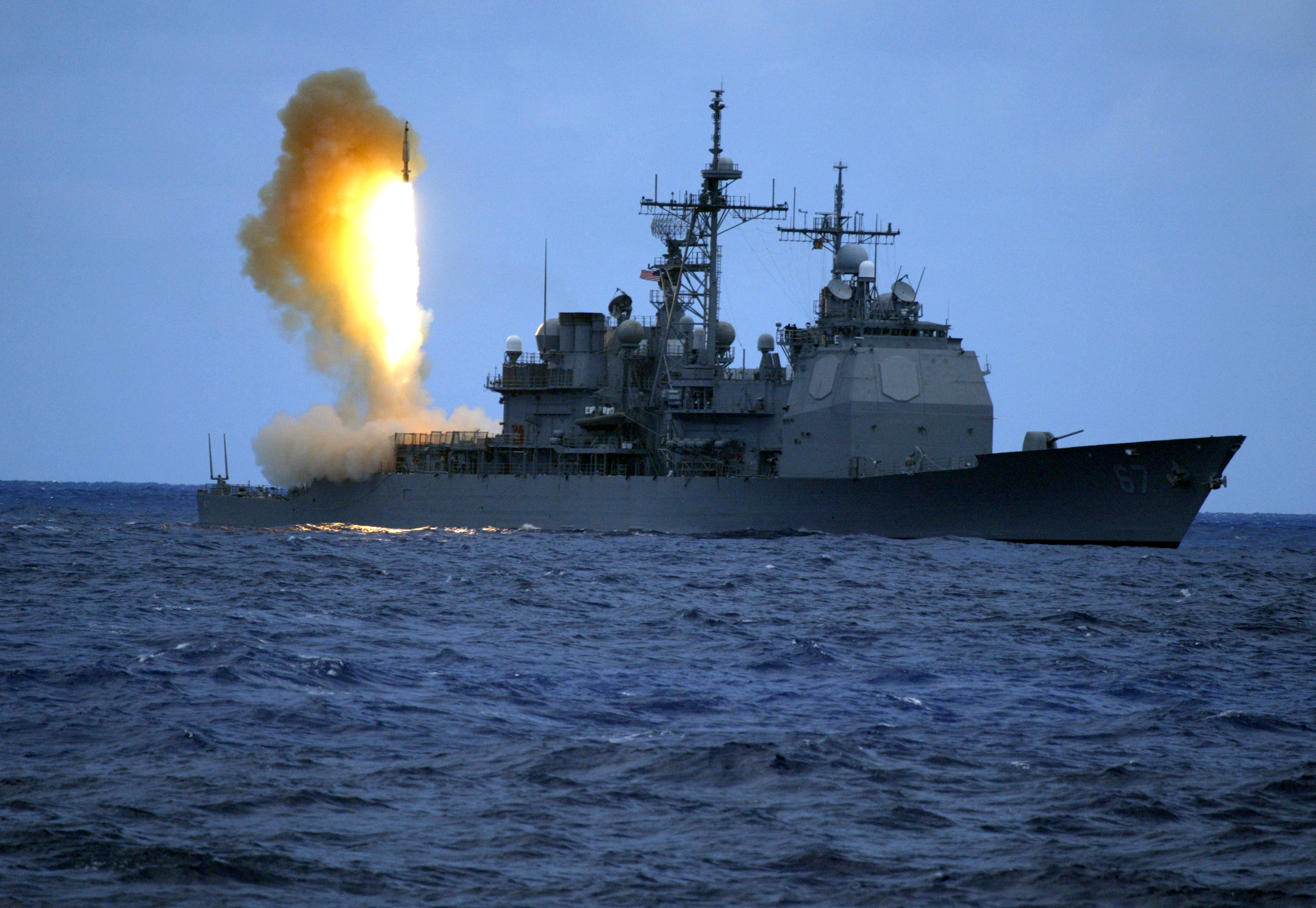
Пуск ракети з крейсера типу «Ticonderoga»

Авіалайнер А300 Iran Air (національний реєстраційний код EP-IBU) залишив аеропорт Бендер-Аббас о 10:17 за іранським часом (UTC +0330), на 27 хвилин пізніше часу, призначеного за розкладом. Літак, що перебував під управлінням капітана Мохсена Резаяна, повинен був зробити короткий 28-хвилинний політ до міжнародного аеропорту Дубаї. Політ відбувався в рамках міжнародного повітряного коридору 35-кілометрової ширини Amber 59, прокладеного напряму між аеропортами Бендер-Аббас і Дубаї, з дуже простою політною схемою — спочатку набір висоти до 4300 м, потім слідування по прямій у Дубаї, після чого зниження і посадка.
Водночас у Ормузькій протоці перебував обладнаний інформаційно-керівною системою AEGIS ракетний крейсер ВМС США «Вінсеннес». Командував крейсером капітан Вільям Роджерс III.
Крейсер діяв із метою захисту Кувейтських танкерів від нападів з боку Ірану і Іраку, що вели між собою війну. Він був направлений в Ормузьку протоку після того, як 14 квітня на іранській морській міні підірвався фрегат ВМС США «Семуель Робертс». Через те, що Іран купив у Китаю протикорабельні ракети «HY-1 Silkworm» (ліцензійна копія радянської ракети П-15М), американські військово-морські сили, що діяли в цьому районі в рамках операції «Ернест Вілл» для захисту танкерів, мали потребу в кораблі, обладнаному системою AEGIS.
Вранці 3 липня крейсер увійшов у територіальні води Ірану, переслідуючи іранські збройні катери, що обстріляли вертоліт, запущений із крейсера, який під час свого польоту вдерся в повітряний простір Ірану.

## Американська версія

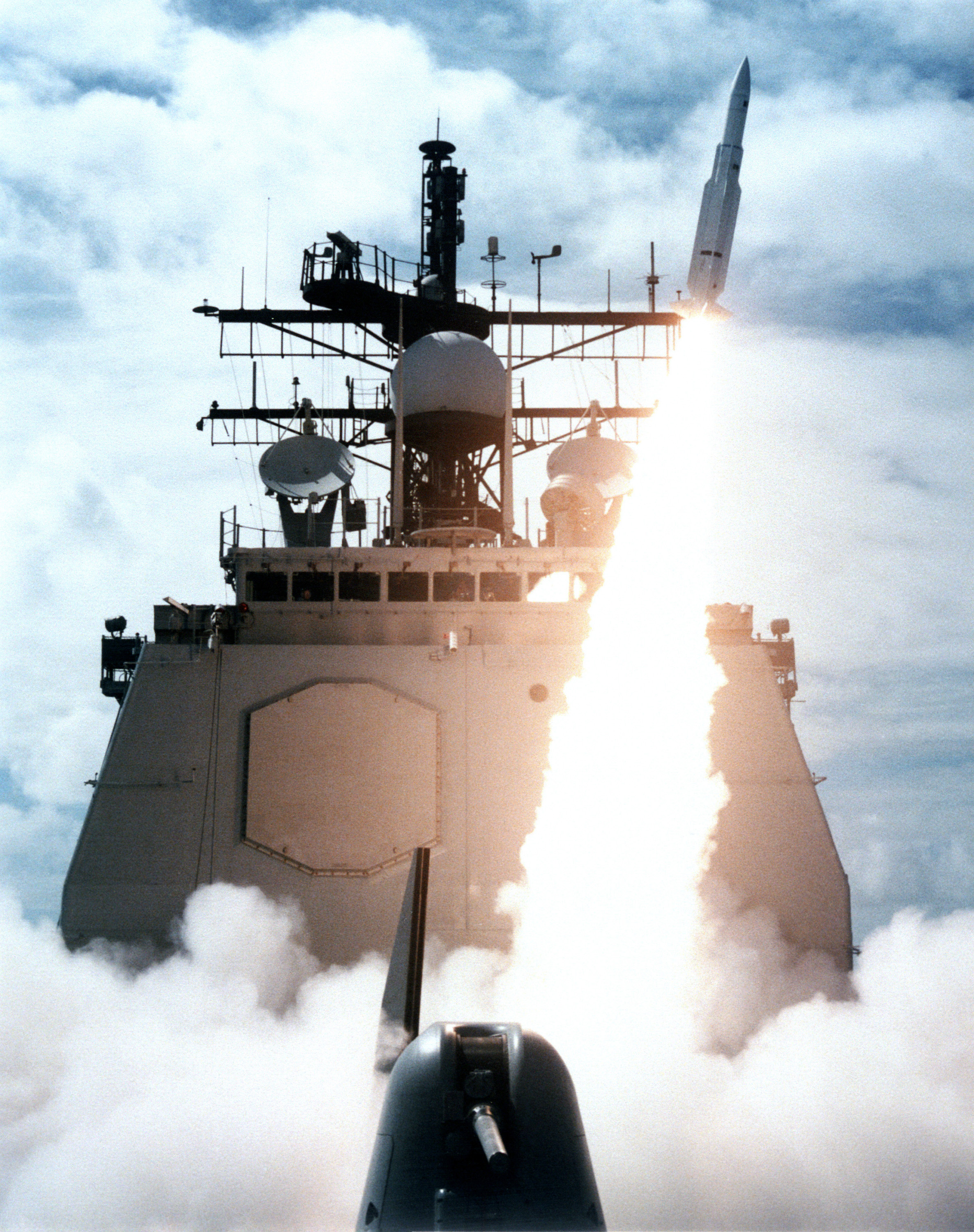
Ракета стартує з переднього майданчику крейсера «Вінсеннес» під час навчань 1987 року. Ця ж пускова установка була застосована для стрільби по літаку рейсу Iran Air 655.

Згідно з офіційними заявами уряду США, авіалайнер був помилково розпізнаний крейсером «Вінсеннес» як атакуючий іранський військовий літак. Рейс 655 здійснював політ за профілем, який нагадує профіль виходу в атаку F-14A «Томкет», які стоять на озброєнні ВПС Ірану. Крім того, літак вилетів з аеропорту Бендер-Аббас, який служив не тільки комерційним аеропортом, а й аеродромом базування іранських F-14.
За тими ж повідомленнями, «Вінсеннес» неодноразово (11 разів) намагався зв'язатися з рейсом 655 по радіо, але не отримав від нього жодної відповіді.
О 10:24 крейсер запустив дві ракети земля-повітря SM-2MR по нерозпізнаній повітряній цілі, що перебувала в цей момент на відстані близько 20 кілометрів. Обидві ракети влучили в літак, в результаті чого він зруйнувався як мінімум на дві частини та впав у море. Тільки після влучання літак був розпізнаний командою крейсера як іранський комерційний авіалайнер.
Ця версія була викладена в рапорті адмірала Вільяма Фогарті, який очолював офіційне розслідування цього інциденту. Рапорт був розсекречений та опублікований тільки частково: частина I — в 1988 році, а частина II — в 1993-му. Висновки, викладені в рапорті, зустріли велику хвилю критики.
Основною причиною інциденту в офіційному рапорті названо психологічний стан команди «Вінсеннес», що діяла в бойових обставинах під великим тиском, а також схожість польотного профілю лайнера з передбачуваним профілем атаки іранського винищувача.
Загалом американський уряд розглядає те, що трапилося, як військовий інцидент і вважає, що команда крейсера діяла відповідно до поточних обставин.

## Офіційна думка іранського уряду
Іранський уряд вважає атаку цивільного літака навмисним незаконним актом. На думку офіційних представників Ірану, навіть у разі помилки, яку Іран ставить під сумнів, обстріл цивільного літака в нейтральних водах є наслідком злочинної недбалості, а не нещасним випадком, і має розглядатися як міжнародний злочин.
Фактично Іран вважає, що США та Іран перебували в той момент у стані неоголошеної війни, причому США виступали на стороні Іраку, надаючи йому військову та політичну підтримку. Іран розглядає атаку на цивільний авіалайнер як навмисний акт агресії, спрямований на те, щоб зчинити на іранський уряд тиск із метою укладення перемир'я в ірано-іракській війні.

## Радіопереговори
Під час свого останнього польоту рейс 655 перебував у безперервному радіоконтакті з різними авіаційними диспетчерськими службами, використовуючи для цього стандартні радіочастоти, прийняті в цивільній авіації. За кілька секунд до запуску ракет із крейсера «Вінсеннес» пілоти авіалайнера вели переговори англійською мовою з диспетчерською службою аеропорту Бендер-Аббас. Згідно з даними офіційного розслідування, на борту крейсера «Вінсеннес» не було радіообладнання, здатного прослуховувати ефір і вести переговори на частотах цивільної авіації, за винятком міжнародної аварійної частоти. Згодом американські військові кораблі, що діють у цьому районі, були забезпечені відповідним обладнанням, що дозволяє використовувати цивільні частоти і отримувати доступ до інформації про польотні плани комерційних рейсів.
У звіті ІКАО вказується, що було зроблено 7 спроб зв'язатися з рейсом 655 на військовій частоті і 3 спроби зв'язатися на комерційних аварійних частотах, причому запити адресувалися «непізнаними іранському літаку», швидкість якого вказувалася рівною 350 вузлів.
Тим часом пілоти авіалайнера не вважали свій літак «непізнаним», оскільки бортовий відповідач був увімкнений і функціонував справно протягом усього польоту. Крім того, літак мав приладову швидкість 300 вузлів, швидкість у 350 вузлів була його шляховою швидкістю, вимірюваною щодо землі (у цьому випадку щодо радара корабля).
Бортовий самописець літака зафіксував, що пілоти рейсу 655 отримали три останні запити з крейсера, але віднесли їх до іранського літака «Оріон», який незадовго до цього діяв у цьому ж районі.

## Обставини, що вплинули на результат подій

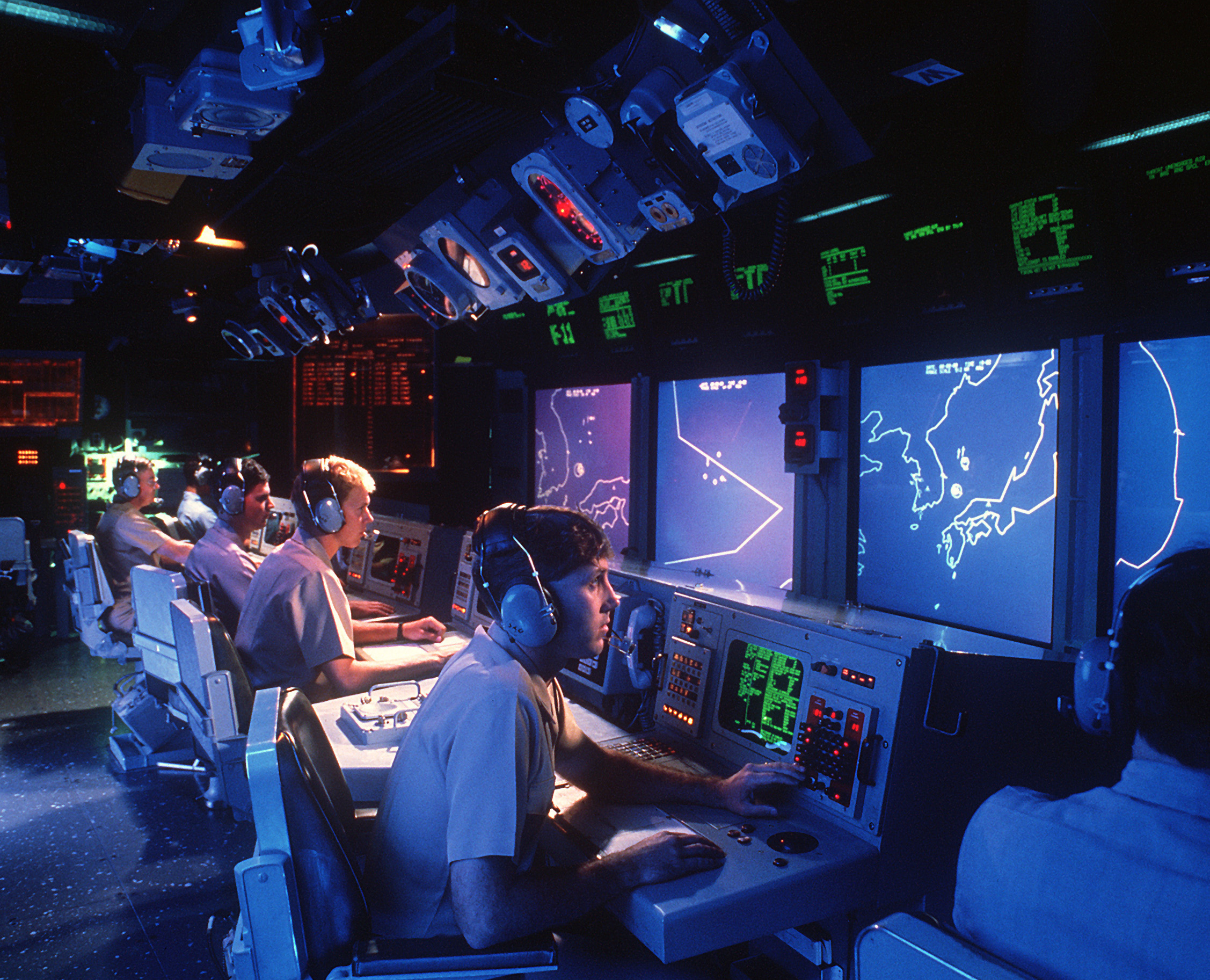
Командний центр AEGIS крейсера «Вінсеннес»

Офіційні джерела, а також незалежні експерти приводять досить широкий набір факторів, які могли вплинути на прийняття рішення, яке призвело до такого трагічного результату:
- Команда корабля мала недостатній рівень взаємодії з цивільними авіадиспетчерами, що було викликано як напруженими відносинами між американською та іранською сторонами, так і недостатнім рівнем тренування персоналу. Крім того, командний центр крейсера був затемнений у зв'язку з боєм між крейсером та іранськими військовими катерами, який стався раніше вранці. Це могло перешкодити офіцеру, відповідальному за впізнання цілі, знайти інформацію про рейс у відповідному довіднику.
- Незадовго до інциденту в районі перебував іранський протичовновий і розвідувальний літак P-3 «Оріон», до якого пілоти рейсу 655 помилково відносили запити, які вони отримують по радіо.
- Рейс 655 відхилився приблизно на 5 км від центру повітряного коридору незадовго до того, як він був збитий. Стверджується, що таке відхилення є нетиповим для комерційних лайнерів, і що відхилення було в бік крейсера, тому могло бути розцінено як вихід в атаку.
- Інцидент стався приблизно через рік після того, як у Перській затоці іракським літаком «Міраж» F-1 був обстріляний і пошкоджений американський фрегат «Старк». У результаті попадання протикорабельної ракети Exocet на кораблі загинули 37 членів екіпажу, а корабель отримав серйозні пошкодження. Після цього інциденту на американському військовому флоті, що діяв у Перській затоці, були введені нові правила безпеки, що дозволяють обстріл потенційно небезпечних повітряних цілей.
- Після бою з іранськими катерами психологічний стан команди «Vincennes» був дуже напруженим, корабель увійшов в іранські територіальні води, і політ рейсу 655 міг бути розцінений як реакція іранських ВПС, спрямована на атаку корабля.
- Експерти з озброєння і програмного забезпечення відзначали недостатньо високий рівень тренування офіцерів, а також відсутність досвіду прийняття рішень, що базувалися на інформації такої складної комп'ютерної системи, як AEGIS. Крім того, наголошувалося, що інтерфейс користувача AEGIS був незручний і мав суттєві недоопрацювання.

## Громадянство загиблих
| Іран      | 238 | 16 | 254 |
| ОАЕ       | 13  | 0  | 13  |
| Індія     | 10  | 0  | 10  |
| Пакистан  | 6   | 0  | 6   |
| Югославія | 6   | 0  | 6   |
| Італія    | 1   | 0  | 1   |
| Загалом   | 274 | 16 | 290 |

## Компенсація
26 лютого 1996 року США погодилися виплатити Ірану компенсацію в розмірі 61,8 млн доларів США за 248 загиблих, з розрахунку 300 000 доларів за кожну працездатну жертву і 150 000 за кожного утриманця. Компенсувати вартість літака (близько 30 млн доларів) США відмовилися.
Дана компенсація однозначно розглядається США як односторонній добровільний акт, оскільки відповідальність за те що трапилося, уряд США на себе не взяв. Віцепрезидент Джордж Буш-старший, зокрема, заявив: «Я ніколи не проситиму вибачення за Америку. Не важливо, які були б факти» («I will never apologize for the United States of America, I don't care what the facts are»).
Виплата компенсації припинила справу, порушену в 1989 році Іраном проти США в Міжнародному суді.